# United States Chess Federation
De United States Chess Federation of USCF (Engels voor Amerikaanse Schaakfederatie) is de overkoepelende sportbond van de schaaksport in de Verenigde Staten. De bond is aangesloten bij de Fédération Internationale des Échecs (FIDE), de internationale schaakbond.

## Geschiedenis
In 1939 ontstond de USCF uit een fusie tussen twee regionale schaakbonden. Daarna groeide het aantal leden geleidelijk. Rond 1970 werd schaken erg populair in de Verenigde Staten doordat de Amerikaan Bobby Fischer wereldkampioen werd. Tijdens deze Fisher-boom verdubbelde het ledental in zeer korte tijd. Daarna daalde de populariteit tot de jaren negentig. Door de opkomst van de internetschaak en schaakcomputers is de populariteit in de afgelopen jaren weer sterk toegenomen.
| Jaar | Aantal leden       |
| ---- | ------------------ |
| 1940 | 1.000 (schatting)  |
| 1952 | 1.127              |
| 1955 | 2.408              |
| 1960 | 4.579              |
| 1965 | 8.625              |
| 1970 | 22.623             |
| 1971 | 26.536             |
| 1972 | 30.844             |
| 1973 | 59.250             |
| 1974 | 59.779             |
| 1975 | 51.842             |
| 1976 | 49.179             |
| 1977 | 46.179             |
| 1978 | 48.837             |
| 1979 | 48.707             |
| 1980 | 47.800             |
| 1985 | 54.599             |
| 1990 | 52.898             |
| 1995 | 81.808             |
| 2000 | 85.396             |
| 2005 | 82.846             |
| 2010 | 80.000 (schatting) |